# دیک کلیولند

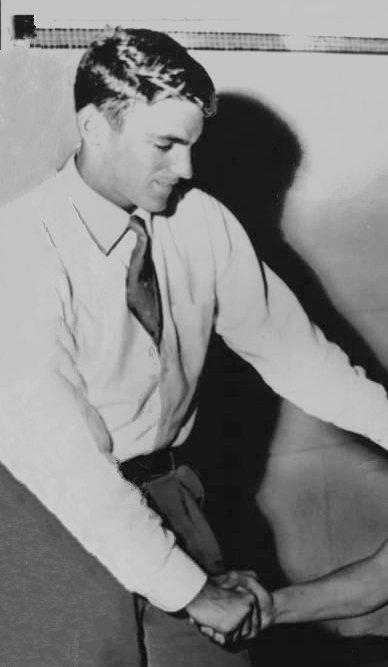
دیک کلیولند در سال ۱۹۵۴

دیک کلیولند (به انگلیسی: Dick Cleveland) (زادهٔ ۲۱ سپتامبر ۱۹۲۹) شناگر اهل ایالات متحده آمریکا است.